# Akbar Djuraev
Akbar Djuraev (8 de outubro de 1999) é um halterofilista uzbeque, campeão olímpico.

## Carreira
Djuraev conquistou a medalha de ouro nos Jogos Olímpicos de Verão de 2020 em Tóquio, após levantar 430 kg na categoria masculina para pessoas com até 109 kg. Ele competiu na categoria 105 kg até 2018, e nas categorias 102 kg e 109 kg a partir de 2018, após a Federação Internacional de Halterofilismo reorganizar as categorias.
Em agosto de 2024, Djuraev competiu no evento masculino de 102 kg nas Olimpíadas de Verão de 2024, realizadas em Paris, França. Ele ficou em segundo lugar com um total de 404 kg, perdendo 2 kg na medalha de ouro conquistada pelo chinês Liu Huanhua.